# Pride (film 2014)
Pride è un film del 2014 diretto da Matthew Warchus.
Prodotto dalla casa di produzione cinematografica Calamity Films, è stato presentato al Festival di Cannes 2014, nella sezione Quinzaine des Réalisateurs, ed è stato premiato con la Queer Palm.

## Trama
In occasione del Pride di Londra del 1984 Mark Ashton, giovane attivista gay e membro della Young Communist League, ha l'idea di raccogliere fondi per sostenere la lotta e il lungo sciopero dei minatori, vessati dalle scelte politiche della premier Margaret Thatcher. Mark nota come i gay e le lesbiche siano vittime dello stesso sistema e punta così a costruire un legame di solidarietà con i lavoratori in lotta. Preso dall'entusiasmo, propone la sua idea nel corso di una riunione e, nonostante i molti scetticismi, ottiene il supporto di sei compagni (cinque uomini e una donna) per la creazione del gruppo "Lesbians and Gays Support the Miners" (LGSM), il cui scopo è quello di raccogliere donazioni nella comunità gay e lesbica londinese in sostegno dei minatori.
Il gruppo si confronta subito con la difficoltà di trovare credito tra i sindacati dei minatori, che non sembrano gradire il loro aiuto e respingono ogni tentativo di contatto. Decidono quindi di contattare direttamente i lavoratori di un paesino minerario del sud del Galles, Onllwyn, che accettano il loro aiuto. Un rappresentante gallese si reca così a Londra, per accettare la donazione e fare un ringraziamento pubblico in un locale gay; in seguito, nonostante le resistenze e lo scetticismo di alcuni paesani, il LGSM viene invitato in paese per essere ringraziato pubblicamente, come avvenuto già per altri gruppi di sostenitori. La conoscenza diretta, l'entusiasmo dei giovani attivisti e la consistenza delle donazioni che riescono a raccogliere sciolgono pian piano i pregiudizi di una piccola comunità chiusa e tradizionalista, spianando la strada a una stabile solidarietà.
Le cose si complicano quando una delle componenti del comitato dei minatori di Ollwyn, che non ha mai accettato pienamente la presenza del gruppo di supporto, informa di nascosto la stampa, che si scatena in articoli dileggianti "i pervertiti che mantengono i minatori", al punto che la comunità decide di rimettere ai voti l'accettazione degli aiuti di LGSM. A seguito di un attacco alla sede londinese, LGSM decide di rilanciare, organizzando un grande concerto di beneficenza con il supporto dei componenti del comitato dei minatori che credono nel loro aiuto. Il concerto, a cui parteciperanno anche i Bronski Beat, si rivela un successo e consente loro di rientrare a Onllwyn e provare a sostenere con successo la loro causa. Nonostante ciò, con uno stratagemma di procedura, gli organizzatori della votazione circa l'accettazione del supporto del LGSM anticipano la riunione decisiva e respingono il loro aiuto prima che il gruppo dei favorevoli possa rientrare da Londra.
Per la delusione e per problemi personali Mark lascia il gruppo, pur continuando a seguire la sorte dei minatori fino alla conclusione dello sciopero, quando si riunisce a LGSM, in tempo per partecipare al Pride di Londra del 1985, nel quale gli organizzatori vorrebbero costringerli a rinunciare al loro striscione o a piazzarsi in coda al corteo. I minatori gallesi però non si sono dimenticati dei loro sostenitori e raggiungono il Pride in massa con numerosi pullman, meritandosi – tra lo stupore generale – la testa della manifestazione. In seguito, le Unions inglesi, su impulso dei sindacati dei minatori, includeranno i diritti delle persone gay e lesbiche nei loro statuti.

## Tematiche
Molte altre vicende si intrecciano nella trama di questa commedia come il coming out, i rapporti familiari, la violenza omofobica, l'esplosione dell'AIDS, che proprio in quegli anni comincia a colpire pesantemente la comunità gay mietendo numerose vittime.

## Distribuzione
Il film è stato proiettato in anteprima nazionale nel corso del Gender Bender festival di Bologna il 29 ottobre 2014. È uscito nelle sale italiane l'11 dicembre 2014, distribuito da Teodora Film.

## Riconoscimenti
- 2015 - Golden Globe
  - Nomination Miglior film commedia o musicale
- 2015 - Premio BAFTA
  - Miglior esordio britannico da regista, sceneggiatore o produttore a Stephen Beresford e David Livingstone
  - Nomination Miglior film britannico
  - Nomination Migliore attrice non protagonista a Imelda Staunton
- 2014 - Festival di Cannes
  - Queer Palm
- 2014 - British Independent Film Awards
  - Miglior film indipendente britannico
  - Miglior attrice non protagonista a Imelda Staunton
  - Miglior attore non protagonista a Andrew Scott
  - Nomination Miglior regia a Matthew Warchus
  - Nomination Miglior sceneggiatura a Stephen Baresford
  - Nomination Miglior attore non protagonista a Ben Schnetzer
  - Nomination Miglior nuova promessa a Ben Schnetzer
- 2015 - David di Donatello
  - Nomination Miglior film dell'Unione Europea a Matthew Warchus